# Джордж Фідіас Мітчелл
Джордж Фідіас Мітчелл (англ. George Phydias Mitchell, 21 травня 1919 — 26 липня 2013) — американський мільярдер, засновник нафтогазового гіганта «Mitchell Energy & Development», піонер впровадження промислових методів видобутку сланцевого газу. Також відомий як «батько сланцевої революції».

## З біографії
Джордж Мітчелл народився 21 травня 1919 року в родині грецького емігранта Савааса Парескевопулоса, який на батьківщині був звичайним пастухом.
Свій бізнес Джордж Мітчелл почав зі створення незалежної нафто-газовидобувної компанії «Mitchell Energy & Development».
У 1980—1990-ті роки його компанія активно експериментувала з різними технологіями гідророзриву пласта на формації Барнетт (Техас), і їй вдалося знайти правильну комбінацію, яка дозволила видобувати газ з позитивним економічним ефектом. Таким чином Мітчелл став піонером впровадження промислових методів видобутку сланцевого газу. Методи отримали широке впровадження і Мітчелл став відомий як «батько сланцевої революції».
Він активно розвивав свій бізнес, який приносив величезний дохід. Але в 2001 році Мітчелл продав свою компанію корпорації «Devon Energy» за 3,5 мільярда доларів.
У 2011 році він приєднався до ініціативи The Giving Pledge Уоррена Баффета і Білла Гейтса про передачу половини свого статку на добродійні потреби. Навесні 2013 року журнал Forbes оцінював статок підприємця у 2 мільярди доларів, поставивши його на 249 місце в списку найбагатших людей США.
Помер 26 липня 2013 року в оточенні сім'ї в своїй резиденції в Техасі «природною смертю».

## Інтернет-ресурси
- Funding Universe: Mitchell Energy and Development Corporation [Архівовано 4 березня 2012 у Wayback Machine.]
- Mitchell, George and Jim Barlow. George Mitchell Oral History, Houston Oral History Project, November 20, 2007.